# Силвенія (Огайо)
Силвенія (англ. Sylvania) — місто (англ. city) в США, в окрузі Лукас штату Огайо. Населення — 19 011 особа (2020).

## Географія
Силвенія розташована за координатами 41°42′38″ пн. ш. 83°42′22″ зх. д. / 41.71056° пн. ш. 83.70611° зх. д. (41.710596, -83.706150).  За даними Бюро перепису населення США в 2010 році місто мало площу 16,89 км², з яких 16,78 км² — суходіл та 0,12 км² — водойми.

## Демографія

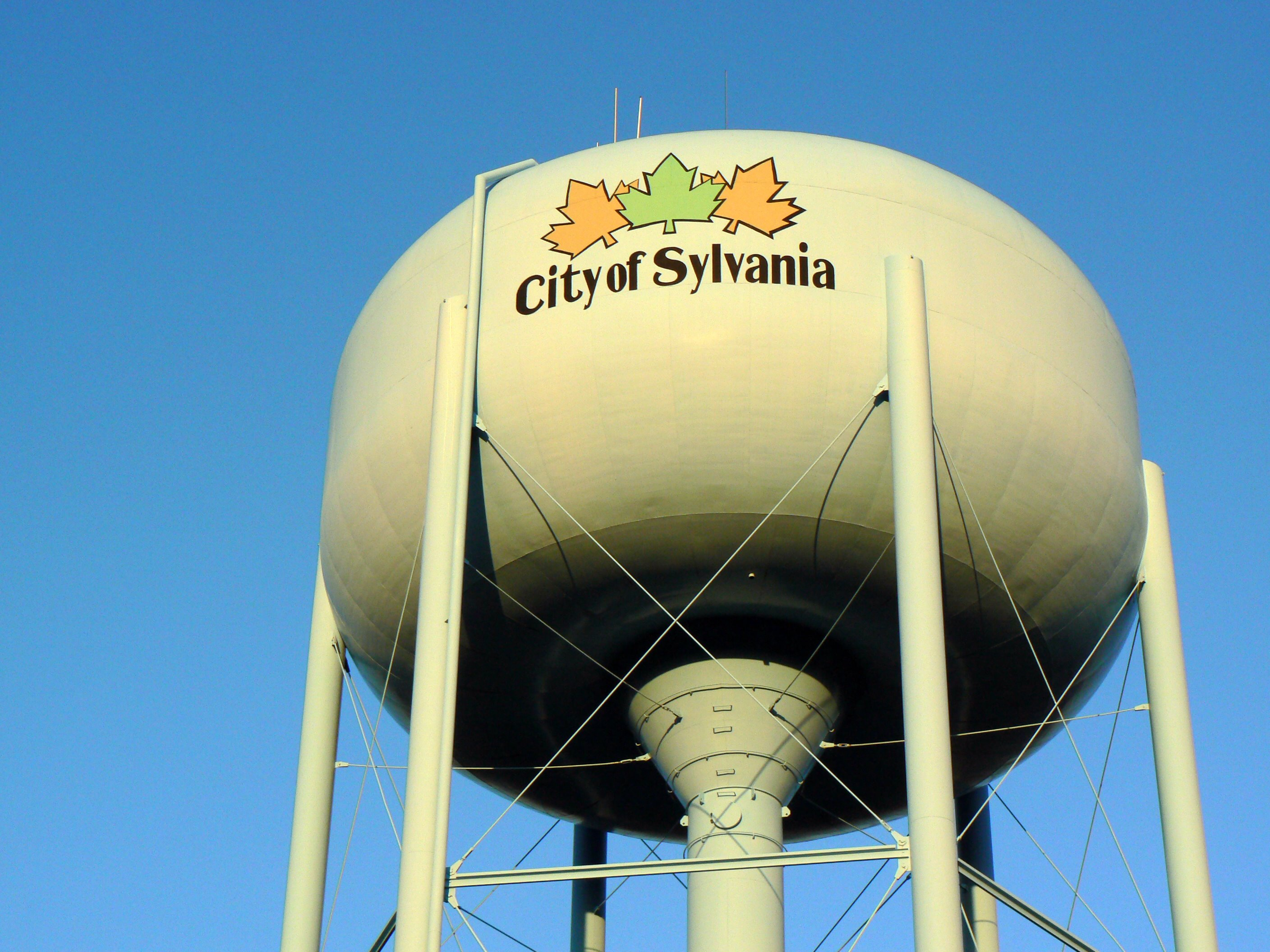
Водонапірна вежа

Згідно з переписом 2010 року, у місті мешкало 18 965 осіб у 7642 домогосподарствах у складі 5092 родин. Густота населення становила 1123 особи/км².  Було 8165 помешкань (483/км²).
Расовий склад населення:
| - 92,4 % — білих - 2,7 % — чорних або афроамериканців - 2,3 % — азіатів - 0,1 % — вихідців з тихоокеанських островів - 0,1 % — корінних американців |

До двох чи більше рас належало 1,7 %. Частка іспаномовних становила 2,9 % від усіх жителів.
За віковим діапазоном населення розподілялося таким чином: 23,6 % — особи молодші 18 років, 59,2 % — особи у віці 18—64 років, 17,2 % — особи у віці 65 років та старші. Медіана віку мешканця становила 42,7 року. На 100 осіб жіночої статі у місті припадало 89,7 чоловіків;  на 100 жінок у віці від 18 років та старших — 85,5 чоловіків також старших 18 років.
Середній дохід на одне домашнє господарство  становив 84 981 долар США (медіана — 69 897), а середній дохід на одну сім'ю — 101 818 доларів (медіана — 89 087). Медіана доходів становила 61 163 долари для чоловіків та 45 285 доларів для жінок. За межею бідності перебувало 7,8 % осіб, у тому числі 10,8 % дітей у віці до 18 років та 3,7 % осіб у віці 65 років та старших.
Цивільне працевлаштоване населення становило 9213 особи. Основні галузі зайнятості: освіта, охорона здоров'я та соціальна допомога — 30,8 %, виробництво — 14,1 %, науковці, спеціалісти, менеджери — 11,0 %, роздрібна торгівля — 10,2 %.